# Nigertuut
Nigertuut [niˌɣɜˈtːuːt] (nach alter Rechtschreibung Nigertût) ist eine wüst gefallene grönländische Siedlung im Distrikt Nanortalik in der Kommune Kujalleq.

## Lage
Nigertuut liegt tief im Inneren des Fjordkomplexes an der Südspitze Grönlands. Sieben Kilometer südlich liegt mit Aappilattoq der nächste bewohnte Ort.

## Geschichte
Nigertuut wurde erst in den 1920er Jahren besiedelt. Es ist bekannt, dass Menschen 1930 am Ort gewohnt haben. Bereits 1939 wurde Nigertuut wieder aufgegeben.